# فوينتيلمونجي
فوينتيلمونجي هي بلدية تقع في مقاطعة سوريا، في منطقة قشتالة وليون، في إسبانيا. يبلغ عدد سكانها 69 نسمة وذلك حسب (المعهد الوطني للإحصاء) سنة 2017، وتبلغ مساحتها 42,24 كم²، وترتفع عن سطح البحر 866 متر.

## تطور السكان
في تعداد عام 2010 بلغ عدد سكان البلدية 81 نسمة، منهم 49 رجلا و32 امرأة.